# Remembrance
«Remembrance» — второй студийный альбом российского проекта Stillife, выпущенный лейблом Irond Records в 2003 году. Впервые слушателям часть песен была представлена на фестивале готической музыки Edge of the Night IV.

## Работа над альбомом
Альбом был записан и сведён в студии Swanse в городе Ростов-на-Дону в 2003 году, там же проходил мастеринг материала. В качестве звукорежиссёра выступил Игорь Короповский. Художественным оформлением и дизайном занимался Константин Bonez Викторов. Основная часть материала была записана в 2001—2002 годах. Музыка к композиции Atem Der Vergangenheit была придумана летом 2001 года, а первый вариант текста к песне Sunchariot был придуман осенью 1999 года.
Особую трудность при записи альбома вызвала композиция The Wait, которая несколько раз перезаписывалась и пересводилась.

## Ремикс
Композиция Es Ist Die Stille, идущая под номером 11, представляет собой ремикс на композицию Only Silence, сделанный немецким проектом Endraum. Композиция была выбрана не случайно, ибо это именно та композиция с которой любили сравнивать творчество Stillife и Endraum. Инициатива создания ремикса шла от участника проекта Endraum Романа, который предложил весной 2003 года обменяться ремиксами. В свою очередь Stillife создали ремикс на композицию Traumstaub с одноимённого альбома проекта.

## Лирика
Лирика альбома посвящена жизни и смерти, любви и трагедии. Широко используется символизм. В композиции In Memory можно услышать следующий текст:

Остаться здесь. Среди вещей и предметов, до которых мы оба дотрагивались. Которые ещё помнят наше дыхание. Во имя чего ? Ради надежды на её возвращение ? Но у меня нет этой надежды. Единственное, что мне остаётся — это ждать. Чего ждать ? Не знаю… новых чудес ?!
Текст семпла взят из заключительного монолога Криса Кельвина в фильме Солярис Андрея Тарковского.

## Оформление альбома
Художественным оформлением и дизайном альбома занимался Константин Bonez Викторов. Первоначально именно Константин после выхода альбома Raining December связался с участниками проекта и предложил свои услуги, однако оформление будущего релиза Only Silence было продумано уже задолго до его выхода и от услуг Константина пришлось отказаться. Но тем не менее после выхода указанного релиза участники проекта сами связались с Константином, переслали готовые композиции и рассказали о своих идеях. Последний же на основе имеющихся материалов создал оформление альбома.
В эпиграф же альбома была вынесена цитата на французском языке, взятая из рассказа Ги де Мопассана Самоубийца и в переводе означающая следующее:

Наша память — мир более совершенный, чем вселенная: она возвращает жизнь тем, кто уже не существует!
По словам Станислава Иванова эта фраза очень хорошо раскрывает смысл всего альбома.

## Список композиций
1. Disilllusions — 04:06
2. The Wait — 04:36
3. Sunchariot — 05:23
4. Fragile — 04:44
5. We Used To Be — 04:16
6. In Memory — 04:22
7. Nothings Left — 05:22
8. Remember Me — 04:29
9. Atem Der Vergangenheit — 04:50
10. Flowers In The Puddle — 02:24
11. Es Ist Die Stille (Endraums Vision)

## Участники записи
- Stan_I. (Станислав Иванов) — вокал, клавишные, гитара, бас
- M.S. (Михаил Соколов) — вокал, клавишные, программирование